# Chicago Open Air
Das Chicago Open Air ist ein seit 2016 ausgetragenes US-amerikanisches Rock- und Metal-Festival. Entgegen seinem Namen findet es nicht in Chicago, sondern im Vorort Bridgeview, Illinois statt. Austragungsort ist das SeatGeek Stadium, vormals als Toyota Park bekannt. Veranstaltet wird das Festival von der Firma Danny Wimmer Presents, die auch die Festivals Aftershock, Epicenter, Louder Than Life, Welcome to Rockville und viele andere veranstaltet. Das Festival begann als dreitägige Veranstaltung mit zwei Bühnen. Nachdem das Festival im Jahre 2018 abgesagt werden musste, wurde es 2019 als zweitägige Veranstaltung mit einer Bühne fortgeführt.

## Bands

### 2016
Der 29-jährige Robert Smucz starb während des Festivals, als er von dem Geländer des Oberrangs in die Tiefe stürzte.
| 15. Juli                                                                          | 15. Juli                                                                                      | 15. Juli |
| Main Stage                                                                        | Second Stage                                                                                  |          |
| --------------------------------------------------------------------------------- | --------------------------------------------------------------------------------------------- | -------- |
| Rammstein Chevelle Ministry Of Mice & Men In This Moment Hollywood Undead Trivium | Meshuggah The Devil Wears Prada Hatebreed Periphery Drowning Pool Butcher Babies Through Fire |          |

| 16. Juli                                                                                       | 16. Juli                                                                      | 16. Juli |
| Main Stage                                                                                     | Second Stage                                                                  |          |
| ---------------------------------------------------------------------------------------------- | ----------------------------------------------------------------------------- | -------- |
| Disturbed Korn Breaking Benjamin Alter Bridge Pop Evil Helmet (Band) Nothing More Saint Asonia | Gojira Deafheaven Carcass Miss May I Beartooth Silver Snakes City of the Weak |          |

| 17. Juli | 17. Juli | 17. Juli |
| Main Stage | Second Stage |          |
| --- | --- | -------- |
| Slipknot Five Finger Death Punch Marilyn Manson Bullet for My Valentine Asking Alexandria All That Remains Jim Breuer and the Loud & Rowdy | Killswitch Engage Babymetal Corrosion of Conformity Letlive We Came as Romans Upon a Burning Body Gemini Syndrome |          |

### 2017
| 14. Juli                                                                     | 14. Juli                                                                                         | 14. Juli |
| Monster Energy Stage                                                         | Blackcraft Stage                                                                                 |          |
| ---------------------------------------------------------------------------- | ------------------------------------------------------------------------------------------------ | -------- |
| Kiss Rob Zombie Megadeth Anthrax Falling in Reverse Crobot Hell or Highwater | Meshuggah The Dillinger Escape Plan Vimic Suicide Silence Whitechapel Code Orange Failure Anthem |          |

| 15. Juli                                                          | 15. Juli                                                           | 15. Juli |
| Monster Energy Stage                                              | Blackcraft Stage                                                   |          |
| ----------------------------------------------------------------- | ------------------------------------------------------------------ | -------- |
| Korn Godsmack Seether Steel Panther Avatar Metal Church Cane Hill | Clutch Body Count Mushroomhead DragonForce Pig Destroyer Black Map |          |

| 16. Juli                                                                   | 16. Juli                                                   | 16. Juli |
| Monster Energy Stage                                                       | Blackcraft Stage                                           |          |
| -------------------------------------------------------------------------- | ---------------------------------------------------------- | -------- |
| Ozzy Osbourne Stone Sour Lamb of God Amon Amarth Hellyeah Demon Hunter Ded | Slayer Behemoth Kyng DevilDriver Norma Jean Whores Aversed |          |

### 2018
Das Festival wurde ohne Angabe von Gründen abgesagt.

### 2019
Das Festival wurde auf zwei Tage mit einer Bühne verkürzt. Über 50.000 Zuschauer sahen an beiden Tagen das Festival.
| 18. Mai                                                                   | 19. Mai                                                                              |
| ------------------------------------------------------------------------- | ------------------------------------------------------------------------------------ |
| System of a Down Ghost Meshuggah Beartooth Code Orange Knocked Loose Vein | Tool The Cult Gojira In This Moment Fever 333 The Black Dahlia Murder Alien Weaponry |